# Ljusvattnet
Ljusvattnet is een plaats in de gemeente Skellefteå in het landschap Västerbotten en de provincie Västerbottens län in Zweden. De plaats heeft 53 inwoners (2005) en een oppervlakte van 27 hectare. De plaats ligt aan de meren Inre Ljusvattnet en Yttre Ljusvattnet.

## Geboren
- Petter Andersson (1985), voetballer